# Cuerpo y alma (álbum de Soraya)
Cuerpo y alma es el nombre del tercer y antepenúltimo álbum de estudio grabado por la cantautora colombo-estadounidense Soraya, Fue lanzado al mercado por la empresa discográfica Universal Music Latino el 16 de mayo de 2000.
Debido a que la cantante fue diagnosticada con cáncer de pecho tres semanas después del lanzamiento, la promoción de este álbum se estancó y solo se llegaron a lanzar dos sencillos: «Cuerpo y alma» y «¿En dónde estás?», con sus respectivas versiones en inglés: «I'm yours» y «Where did you go?».
La Fundación Soraya Cuerpo y Alma lleva el nombre de este álbum.

## Lista de canciones
- Todas las canciones escritas y compuestas por Soraya, excepto donde se indica.

| Cuerpo y alma |                        |                                             |          |  |
| N.º           | Título                 | Música                                      | Duración |  |
| 1.            | «Cuerpo y alma»        | Soraya                                      | 3:51     |  |
| 2.            | «Algo tan mío»         | Soraya · Tony Nicholas                      | 4:23     |  |
| 3.            | «¿En dónde estás?»     | Soraya                                      | 3:34     |  |
| 4.            | «Half»                 | Soraya                                      | 4:14     |  |
| 5.            | «When Did I Say That?» | Gary Burr · Soraya Nicholas                 | 4:19     |  |
| 6.            | «Tu amor, mi amor»     | Gary Burr · Soraya Nicholas                 | 3:50     |  |
| 7.            | «You and I»            | Soraya · Tony Nicholas                      | 3:51     |  |
| 8.            | «Need to Be Found»     | Soraya                                      | 4:58     |  |
| 9.            | «Después de amar así»  | Soraya · Jane Wiedlin                       | 3:59     |  |
| 10.           | «La misma historia»    | Soraya                                      | 4:16     |  |
| 11.           | «Amigo mío»            | Soraya                                      | 4:22     |  |
| 12.           | «Dance of the Waiting» | Domenic Miller · Soraya · Wayne Kirkpatrick | 3:51     |  |
| 46:48         |                        |                                             |          |  |

## Posicionamiento

### Sencillos
| Año  | Trabajo         | Lista             | Posición |
| ---- | --------------- | ----------------- | -------- |
| 2000 | «Cuerpo y alma» | Latin Pop Airplay | 27       |

## Créditos y personal
- Soraya — Voz
- Ben Arrindell	— Mezcla
- Gary Burr — Guitarra
- Eddie González — Ingeniero
- Wayne Kirkpatrick — Compositor
- Manny López — Guitarra
- Dominic Miller — Guitarra
- E. Nicholas — Compositor
- Edwin Nicholas — Compositor
- Tony Nicholas — Productor, bajo
- Randy Rowland	— Guitarra
- Pete Tokar — Mezcla
- Dennis Williams — Arreglos